# Randolph (New Hampshire)
Randolph – miasto w Stanach Zjednoczonych, w stanie New Hampshire, w hrabstwie Coös.